# Kendall (Washington)
Kendall az Amerikai Egyesült Államok északnyugati részén, Washington állam Whatcom megyéjében elhelyezkedő település.
Kendall önkormányzattal nem rendelkező, úgynevezett statisztikai település; a Népszámlálási Hivatal nyilvántartásában szerepel, de közigazgatási feladatait Whatcom megye látja el. A 2010. évi népszámlálási adatok alapján 191 lakosa van.
Az 1887-ben F. B. Hardman által alapított helység névadója Carthage Kendall.

## Népesség
A település népességének változása:
| Lakosok száma | 158  | 191  | 769  |
|               | 2000 | 2010 | 2020 |

## Fordítás
- Ez a szócikk részben vagy egészben  a   Kendall, Washington című angol Wikipédia-szócikk ezen változatának fordításán alapul.  Az eredeti cikk szerkesztőit annak laptörténete sorolja fel. Ez a jelzés csupán a megfogalmazás eredetét és a szerzői jogokat jelzi, nem szolgál a cikkben szereplő információk forrásmegjelöléseként.